# 로버트 바나스
로버트 바나스(Robert Banas, 1933년 9월 22일 ~ 2024년 7월 29일)는 미국의 영화배우, 댄서, 텔레비전 배우이다.

## 영화
- 빌리 (1965년)
- 웨스트 사이드 스토리 (1961년) - 조이보이 역
- 릴 애브너 (1959년)
- 세이 온 포 미 (1959년)
- 칼립소 히트 웨이브 (1957년)
- 걸 모스트 라이크리 (1957년)
- 베스트 씽스 인 라이프 알 프리 (1956년)
- 락 어라운드 더 클락 (1956년)
- 왕과 나 (1956년)